# Auguste Arsène Bougrain-Dubourg
Pour les autres membres de la famille, voir famille Bougrain-Dubourg.
Auguste Bougrain-Dubourg, né le 27 mai 1843 à Gorron et mort à Laval le 29 juillet 1903, est un banquier français, propriétaire de la banque Bougrain-Lelièvre à Laval

## Biographie
Il est membre comme son frère Alfred de la famille Bougrain-Dubourg. Son père est marchand de fils et fabricant à Gorron. 
Après une enfance passée à Gorron, il quitte l'activité familiale qui commence à décliner pour celle de la banque. Il entre à 16 ans chez M. Houvel, directeur du Comptoir d'Escompte de Laval. Il y reste un an comme surnuméraire. Ses parents l'envoient à Paris, où il est confié à l'abbé Bougrain-Dubourg, curé de la Salpétrière, son oncle. Le 1er octobre 1860 il est engagé chez Lehideux & Cie, 16 rue de la Banque à Paris, puis à la Banque de France où il obtient un poste de commis à Lille en 1864 puis de contrôleur à Nantes en 1872.  
Le 26 novembre 1872 il épouse une jeune orpheline, Léonide Louise Marguerite Lelièvre et démissionne de la Banque de France le 2 janvier suivant pour s'associer avec le grand-père de son épouse, Louis Piednoir, propriétaire de la banque Piednoir-Lelièvre à Laval. 
Celui-ci étant mort en 1877, Auguste lui succède à la direction de la banque qui prend le nom de Banque Bougrain. Cette banque faisait de l'escompte avec la Banque de France. 
Il est mort le 29 avril 1903 dans sa maison de la rue Nantes, à Laval. Il laissait un fils, Gabriel, et une fille, Renée, épouse du général Henri Garçon. Ses héritiers n'ont pas conservé la banque.